# 黄光照
黄光照（1932年12月—2019年11月18日），男，浙江余姚人。中国法医病理学家。同济医科大学（现华中科技大学同济医学院）法医学系教授。

## 生平
1932年12月生。浙江余姚人，侨眷。1950年从余姚中学毕业后参加高考，考入了迁校至武汉的中南同济医学院，1955年毕业。1955年10月，被学校派往沈阳中国医科大学深造，参加由卫生部主办的全国第二届高级法医学师资进修班，1956年12月结业后回武汉医学院工作。1957年秋首次开设法医学课程。1958年组织成立法医学教学小组，担任组长。1959年，为湖北省公安厅开设法医进修班。
1966年3月，因汉川农村烧热病发作，黄光照受湖北省卫生厅组织烧热病防治工作队邀请，参加研究防治工作，直到1966年12月底返回武汉。1966年文化大革命开始后，相关案件逐渐增多，法医的尸体解剖结论经常被质疑。黄光照所在法医小组的成员先后改行或调换了工作岗位。黄光照为了避免压力，曾一度返回上海的亲戚家休息。1971年又被派往咸宁向阳湖农场进行劳动锻炼，直到1973年春天才回校。
1985年筹建同济医科大学法医学系，任系主任。1989年底，赴德国慕尼黑大学法医研究所访问进修。1991年获评博士生导师。1992年开始享受国务院政府特殊津贴。2000年退休。
2019年11月18日下午13时30分逝世，享年88岁。

## 科研
从1964年开始，黄光照与童尊塘等合作，开展“低血钾软病”的研究工作。此成果获湖北省科技成果一等奖、卫生部1982年医药卫生科技成果甲级奖、1985年国家科技进步奖二等奖和第二届全国发明展览会金奖。